# 小熊凌祐
小熊 凌祐（おぐま りょうすけ、1990年8月11日 - ）は、滋賀県滋賀郡志賀町（現：大津市）出身の元プロ野球選手（投手）、打撃投手。

## 経歴

### プロ入り前
志賀町立和邇小学校（現大津市立）3年時に和邇野球スポーツ少年団で野球を始める。卒業後に志賀町立志賀中学校（現大津市立）に入学し大津瀬田レイカーズに所属後近江高等学校に進学する。近江高時代は2年時の第89回全国高等学校野球選手権大会滋賀大会決勝で中日ドラゴンズでチームメイトとなる石川駿を擁する北大津に勝利し出場するも、2回戦で熊代聖人を擁する今治西に敗れた。秋季大会では皇子山球場で行われた初戦の光泉戦において、毎回の15奪三振でノーヒットノーランを達成。2回戦では則本昂大を擁する八幡商に勝利するも、準決勝で北大津高に敗れて、選抜大会出場はならなかった。翌年3年時の第90回全国高等学校野球選手権記念大会は初戦敗退に終わった。近江高の同級生に丸山亜季がいる。
2008年10月30日のドラフト会議で中日ドラゴンズから6位で指名された。指名後の11月7日に以前から不安を抱えていた右肘を手術し、11月28日に契約金2500万円、年俸540万円（金額は推定）で仮契約した。

### 中日時代
プロ3年目の2011年5月6日に一軍初登板。5月20日の埼玉西武ライオンズ戦でプロ初勝利を挙げるも防御率は16.00と精彩を欠く。
2012年は、ウエスタン・リーグ最多の16セーブをあげたが、一軍での登板は1試合に留まった。
2013年は、初の開幕一軍入りを果たす。しかし、右肩痛のためわずか7試合で二軍落ちとなってしまう。8月に一軍復帰した後は安定した投球を続け、自己最多の28試合に登板し、防御率も2桁台であった過去2年に比べて大幅に改善した。同年10月3日に行われた前田智徳の引退試合では前田の最後の対戦相手となりピッチャーゴロに打ち取っている。
2014年は5月に一軍昇格したものの、5月6日の阪神タイガース戦で、延長12回表に梅野隆太郎に勝ち越し2ランを浴びるなど打ち込まれて敗戦投手になり、翌日に二軍落ちとなった。この年はわずか2試合の登板に留まった。
2015年5月2日の横浜DeNAベイスターズ戦でプロ初先発。好投し勝ち投手の条件を満たしたまま降板したが、9回に抑えで同学年の福谷浩司が逆転を許し、先発での初勝利は逃したものの、同年8月26日に同じくDeNA戦で8回途中3失点で先発初勝利を挙げ、初のヒーローインタビューを受けた。
2016年は、春季キャンプから2軍スタートだったものの4月6日のDeNA戦に先発し、1被安打1与四球5奪三振無失点の好投で僅か93球でプロ初完封を挙げた。100球未満での完封勝利は球団では2011年8月17日のチェン・ウェイン以来5年振りであった。その後ローテーション入りするも5月5日に原口文仁の放った打球が右腕を直撃し負傷退場した。
2017年は4試合に登板、0勝3敗、防御率9.53であった。
2018年は開幕を二軍で迎えるも、7月29日の巨人戦で先発し5回2失点でシーズン初勝利を挙げた。その後は先発ローテーションに定着し8試合に登板。3勝4敗で防御率は6.23であった。
2019年は1月8日に前年10月に婚姻届を提出していたことを発表。キャンプは一軍スタートとなったものの、前年は先発ローテ入りしたにもかかわらず、3月に二軍降格となった。敗戦処理要員で開幕一軍メンバーに滑り込んだが、2度のサヨナラ負けを喫するなどの乱調で4月11日に登録抹消された。二軍降格後も先発復帰できずそのまま一軍復帰することなくシーズンを終え、11月12日には150万円減の推定1050万円でサインした。
2020年は、一軍での登板がなく、11月3日に球団より戦力外通告を受けた。戦力外通告を受けた時点では現役続行を表明し、12月7日に明治神宮野球場で行われた12球団合同トライアウトに伊藤準規と大藏彰人とともに参加した。結果は打者3人を無安打に抑え、独立リーグを選択肢に入れていることを明かした。
当初は現役続行を希望していたが、中日球団からのスタッフ転身の打診を受け、現役を引退した。

### 現役引退後
2021年1月8日に中日と打撃投手兼記録ビデオ担当の球団スタッフとして契約したことが発表された。2021年の春季キャンプからは、二軍の打撃投手兼記録ビデオ担当として活動している。

## 選手としての特徴
平均球速約142km/h、最速150km/hのストレートとスライダーが武器。

## 詳細情報

### 年度別投手成績
| 年 度     | 球 団     | 登 板 | 先 発 | 完 投 | 完 封 | 無 四 球 | 勝 利 | 敗 戦 | セ 丨 ブ | ホ 丨 ル ド | 勝 率 | 打 者 | 投 球 回 | 被 安 打 | 被 本 塁 打 | 与 四 球 | 敬 遠 | 与 死 球 | 奪 三 振 | 暴 投 | ボ 丨 ク | 失 点 | 自 責 点 | 防 御 率 | W H I P |
| --------- | --------- | ----- | ----- | ----- | ----- | -------- | ----- | ----- | -------- | ----------- | ----- | ----- | -------- | -------- | ----------- | -------- | ----- | -------- | -------- | ----- | -------- | ----- | -------- | -------- | ------- |
| 2011      | 中日      | 6     | 0     | 0     | 0     | 0        | 1     | 0     | 0        | 1           | 1.000 | 48    | 9.0      | 14       | 5           | 6        | 0     | 1        | 8        | 0     | 0        | 16    | 16       | 16.00    | 2.22    |
| 2012      | 中日      | 1     | 0     | 0     | 0     | 0        | 0     | 0     | 0        | 0           | ----  | 12    | 2.0      | 2        | 0           | 4        | 0     | 0        | 1        | 0     | 0        | 3     | 3        | 13.50    | 3.00    |
| 2013      | 中日      | 28    | 0     | 0     | 0     | 0        | 1     | 0     | 0        | 3           | 1.000 | 103   | 27.1     | 21       | 2           | 2        | 0     | 2        | 19       | 0     | 0        | 7     | 7        | 2.30     | 0.91    |
| 2014      | 中日      | 2     | 0     | 0     | 0     | 0        | 0     | 1     | 0        | 0           | .000  | 10    | 2.0      | 4        | 1           | 1        | 0     | 0        | 0        | 0     | 0        | 3     | 3        | 13.50    | 2.50    |
| 2015      | 中日      | 13    | 7     | 0     | 0     | 0        | 1     | 1     | 0        | 1           | .500  | 183   | 42.0     | 39       | 6           | 17       | 0     | 2        | 24       | 1     | 0        | 21    | 19       | 4.07     | 1.33    |
| 2016      | 中日      | 14    | 8     | 1     | 1     | 0        | 5     | 2     | 0        | 0           | .714  | 231   | 54.2     | 43       | 4           | 29       | 1     | 1        | 25       | 3     | 0        | 17    | 17       | 2.80     | 1.33    |
| 2017      | 中日      | 4     | 3     | 0     | 0     | 0        | 0     | 3     | 0        | 0           | .000  | 77    | 17.0     | 22       | 6           | 5        | 0     | 0        | 9        | 0     | 0        | 18    | 18       | 9.53     | 1.59    |
| 2018      | 中日      | 8     | 8     | 0     | 0     | 0        | 3     | 4     | 0        | 0           | .429  | 190   | 43.1     | 51       | 7           | 10       | 0     | 0        | 37       | 1     | 0        | 35    | 30       | 6.23     | 1.41    |
| 2019      | 中日      | 14    | 0     | 0     | 0     | 0        | 1     | 2     | 0        | 0           | .333  | 69    | 15.2     | 13       | 1           | 9        | 1     | 0        | 14       | 0     | 0        | 8     | 6        | 3.45     | 1.40    |
| 通算：9年 | 通算：9年 | 90    | 26    | 1     | 1     | 0        | 12    | 13    | 0        | 5           | .480  | 923   | 213.0    | 209      | 32          | 83       | 2     | 6        | 137      | 5     | 0        | 128   | 119      | 5.03     | 1.37    |

### 年度別守備成績
| 年 度 | 球 団 | 投手  | 投手  | 投手  | 投手  | 投手  | 投手     |
| 年 度 | 球 団 | 試 合 | 刺 殺 | 補 殺 | 失 策 | 併 殺 | 守 備 率 |
| ----- | ----- | ----- | ----- | ----- | ----- | ----- | -------- |
| 2011  | 中日  | 6     | 0     | 0     | 0     | 0     | ----     |
| 2012  | 中日  | 1     | 0     | 0     | 0     | 0     | ----     |
| 2013  | 中日  | 28    | 1     | 3     | 0     | 1     | 1.000    |
| 2014  | 中日  | 2     | 0     | 1     | 0     | 0     | 1.000    |
| 2015  | 中日  | 13    | 0     | 12    | 0     | 1     | 1.000    |
| 2016  | 中日  | 14    | 3     | 8     | 1     | 1     | .917     |
| 2017  | 中日  | 4     | 1     | 6     | 0     | 0     | 1.000    |
| 2018  | 中日  | 8     | 5     | 9     | 1     | 0     | .933     |
| 2019  | 中日  | 14    | 0     | 1     | 0     | 0     | 1.000    |
| 通算  | 通算  | 90    | 10    | 40    | 2     | 3     | .962     |

### 記録
初記録
投手記録
- 初登板：2011年5月6日、対読売ジャイアンツ1回戦（ナゴヤドーム）、9回表に5番手で救援登板・完了、1回無失点
- 初勝利：2011年5月20日、対埼玉西武ライオンズ1回戦（西武ドーム）、8回裏に2番手で救援登板、1回1失点
- 初奪三振：同上、8回裏に坂田遼から空振り三振
- 初ホールド：2011年10月20日、対広島東洋カープ24回戦（MAZDA Zoom-Zoom スタジアム広島）、6回裏に4番手で救援登板、1回無失点
- 初先発登板：2015年5月2日、対横浜DeNAベイスターズ8回戦（ナゴヤドーム）、6回1失点で勝敗つかず
- 初先発勝利：2015年8月26日、対横浜DeNAベイスターズ18回戦（横浜スタジアム）、7回1/3を3失点
- 初完投・初完封勝利：2016年4月6日、対横浜DeNAベイスターズ2回戦（ナゴヤドーム）、1安打5奪三振

打撃記録
- 初安打：2016年4月28日、対横浜DeNAベイスターズ6回戦（横浜スタジアム）、5回表に砂田毅樹から中前安打
- 初打点：2016年9月17日、対広島東洋カープ25回戦（MAZDA Zoom-Zoom スタジアム広島）、4回表にブレイディン・ヘーゲンズから左前2点適時打

### 背番号
- 64（2009年 - 2020年）
- 123（2021年 - 2022年）